# Headlines (Alcazar-låt)
Headlines är en låt som framfördes av popgruppen Alcazar i Melodifestivalen 2010 i deltävling tre. Där hamnade den på fjärde plats och gick vidare till andra chansen. Där den åkte ut i omgång ett. Låten är skriven av Tony Nilsson och Peter Boström.

## Listplaceringar
| Lista (2010)         | Topplacering |
| -------------------- | ------------ |
| Svenska singellistan | 10           |